# Ōnishi Hajime
Ōnishi Hajime (大西祝?) (Okayama, 7 de octubre de 1864-2 de noviembre de 1900) fue un filósofo japonés influyente durante la era Meiji, conocido por sus contribuciones al desarrollo de la filosofía moderna en Japón y su crítica al nacionalismo de la época. A lo largo de su vida, Ōnishi promovió un enfoque académico rigurosamente idealista y crítico que buscaba integrar los conceptos filosóficos occidentales en un contexto japonés en plena modernización. Su legado se ha mantenido como un ejemplo de resistencia intelectual ante el autoritarismo y fue un pionero en la adaptación de las ideas filosóficas occidentales a la cultura japonesa.

## Biografía

### Primeros años y formación académica
Ōnishi nació dentro de una familia samurái. Fue adoptado por su tío materno, quien le dio el apellido Ōnishi. Desde joven, mostró un notable interés por las ciencias y las humanidades, influyendo su entorno familiar cristiano en su perspectiva filosófica y teológica. A los catorce años, se trasladó a la Escuela de Inglés Doshisha, donde estudió inglés, teología y filosofía. Fue en esta institución donde se sintió atraído por el cristianismo, adoptando esta religión tras ser bautizado por el misionero Joseph Hardy Neesima en 1878.
Continuó su educación en la Universidad Imperial de Tokio, donde se especializó en filosofía, destacándose en los campos de ética y lógica. Se graduó en 1889, en el vigésimo segundo año de la era Meiji. Posteriormente, realizó estudios de posgrado en la misma institución, donde su principal línea de investigación fue la teoría del origen de la conciencia moral, un tema que definiría gran parte de su pensamiento filosófico. En 1898, amplió su formación académica viajando a Europa, específicamente a Alemania, con el objetivo de enriquecer su perspectiva filosófica y contribuir a la creación de una facultad de humanidades en Japón.

### Carrera académica y docente
Ōnishi desempeñó un papel en la educación y promoción de la filosofía en Japón. A partir de 1891, ejerció como docente en diversas instituciones, incluyendo la Escuela Especializada de Tokio (posteriormente Universidad de Waseda) y la Escuela Normal Superior de Tokio, donde enseñó filosofía, ética, psicología, lógica y estética. En 1899, fue nombrado profesor principal del Departamento de Filosofía de la Universidad Imperial de Kioto, aunque no pudo asumir este cargo debido a problemas de salud.
Aparte de su labor docente, Ōnishi también se dedicó al ámbito editorial, contribuyendo como editor de revistas filosóficas como Rikugō zasshi y Tetsugakukai zasshi. Fue en estas publicaciones donde promovió intensos debates sobre temas como la filosofía, la religión, la ética y el arte. En este contexto, introdujo el término japonés keimō shugi (啓蒙主義?)  ‘Ilustración’ como una traducción del concepto alemán de Aufklärung, demostrando su esfuerzo por integrar el pensamiento europeo en el ámbito académico japonés.

### Filosofía y contribuciones
El pensamiento de Ōnishi se caracteriza por su enfoque crítico e idealista, influenciado principalmente por Kant y los ideales de la Ilustración. Su filosofía, conocida como criticismo, buscaba la autonomía de la ética y su separación de la influencia religiosa y nacionalista. En este sentido, fue un firme opositor del Rescripto Imperial sobre la Educación y defendió la separación entre la religión y la educación, lo que lo llevó a posicionarse contra el nacionalismo estatal, representado en parte por figuras como el filósofo y político Inoue Tetsujirō.
Además, Ōnishi participó activamente en debates filosóficos relevantes de su tiempo, como los que mantuvo con el filósofo y politólogo Katō Hiroyuki sobre la moralidad, así como en discusiones éticas con el psicólogo Motora Yūjirō. En 1896, fundó la Teiyū Rinrikai, una sociedad filosófica dedicada a la promoción de una ética progresista en Japón, que reflejaba su visión de una moralidad autónoma y crítica.

### Últimos años y fallecimiento
En 1898, Ōnishi viajó a Alemania para continuar su formación filosófica, pero su salud comenzó a deteriorarse, lo que lo obligó a regresar a Japón en 1899. A pesar de su esfuerzo por seguir con su carrera académica, su salud nunca se recuperó completamente y falleció el 2 de noviembre de 1900, a la edad de 36 años. Su muerte fue prematura, pero su legado académico perdura en la filosofía moderna de Japón.

## Reconocimientos
En 1900, poco antes de su muerte, se le otorgó el título de Doctor en Literatura, un reconocimiento honorífico a su contribución al pensamiento filosófico japonés.

## Obras
Ōnishi dejó una serie de obras filosóficas que reflejan su enfoque idealista y crítico, muchas de las cuales han sido fundamentales para el desarrollo de la filosofía en Japón. Entre sus obras más destacadas se encuentran:
- Historia de la filosofía occidental (1901).
- Lógica (1903).
- Ética (1903).
- Teoría del origen de la conciencia (1904).
- Obras completas del Dr. Ōnishi (7 volúmenes, 1903-1904).

Estas publicaciones consolidaron su influencia y su relevancia en el pensamiento filosófico japonés, marcando un precedente en el análisis crítico y sistemático del pensamiento occidental.

### Poesía
Aparte de su producción filosófica, Ōnishi incursionó también en la poesía, escribiendo trece composiciones entre 1891 y 1898. Estos poemas, aunque no son la parte central de su obra, reflejan su sensibilidad artística y su capacidad para integrar emociones y conceptos abstractos en formas literarias. Sus escritos poéticos fueron recopilados en el volumen 7 de la Colección completa de Ōnishi Hajime, titulado En la época de la poesía de estilo nuevo.